# 上海环球港
上海环球港 (英語：Global Harbor) 又称为上海月星环球港，是一座位于上海普陀区的商业综合体，由月星集团开发，毗邻华东师范大学中山北路校区和长风公园。
環球港的建筑面积达48万平方米，塔楼高度245米。

## 历史
2003年，月星集團拍下位於上海市普陀區金沙江路的130地块。
2007年，環球港在130地塊开工建设。
2013年7月5日（一說9月），環球港开始营业。

## 画廊

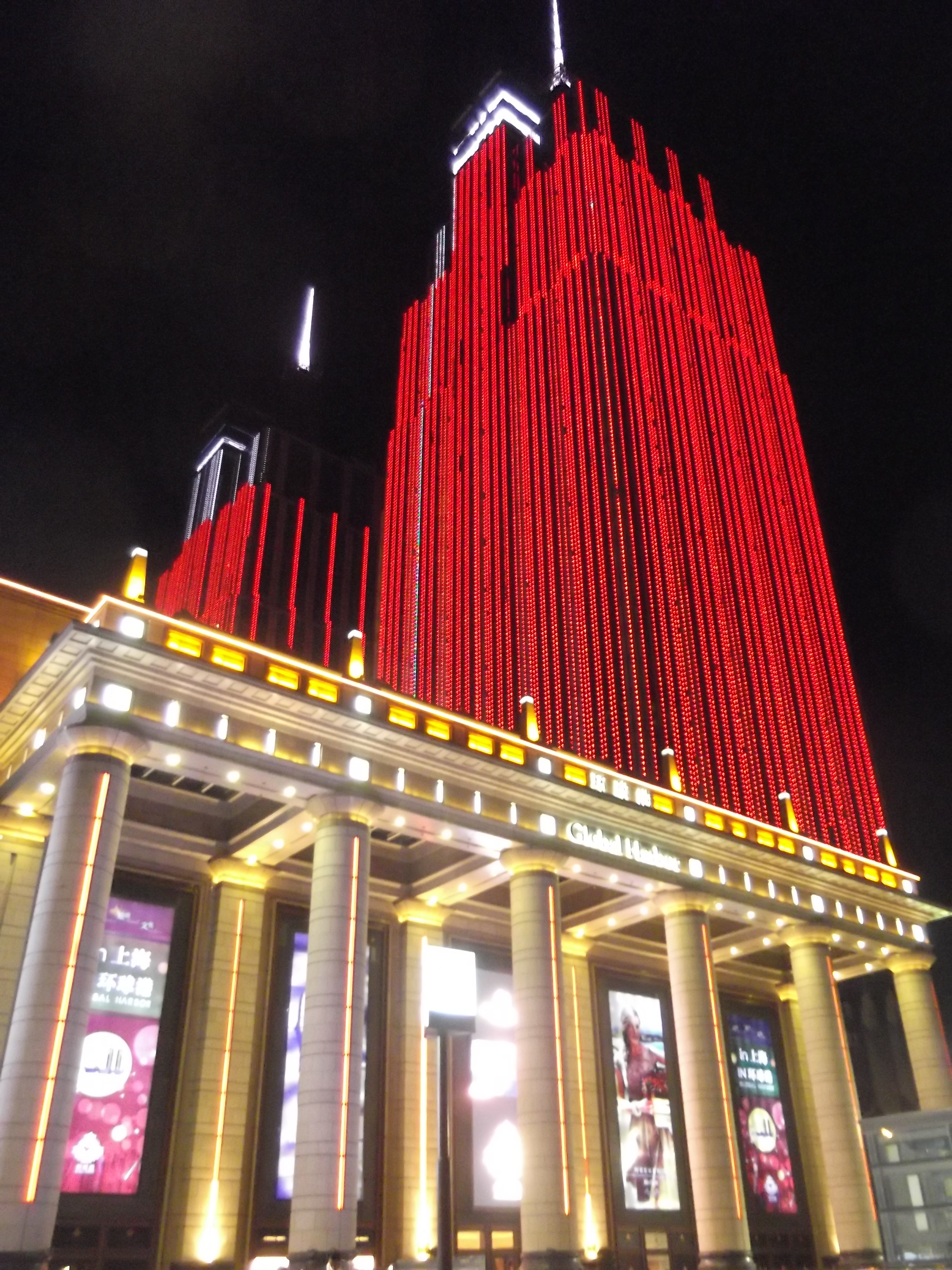
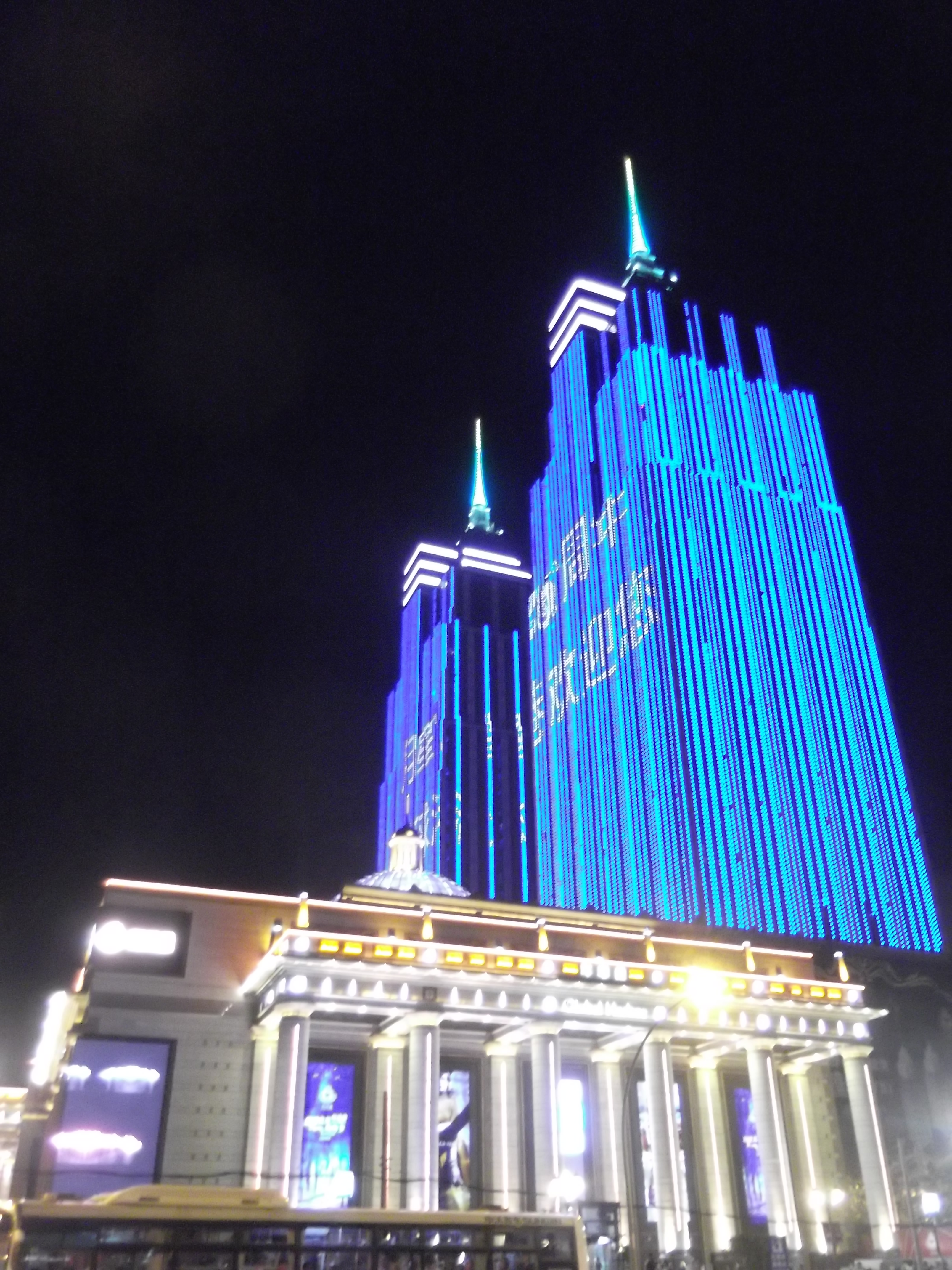
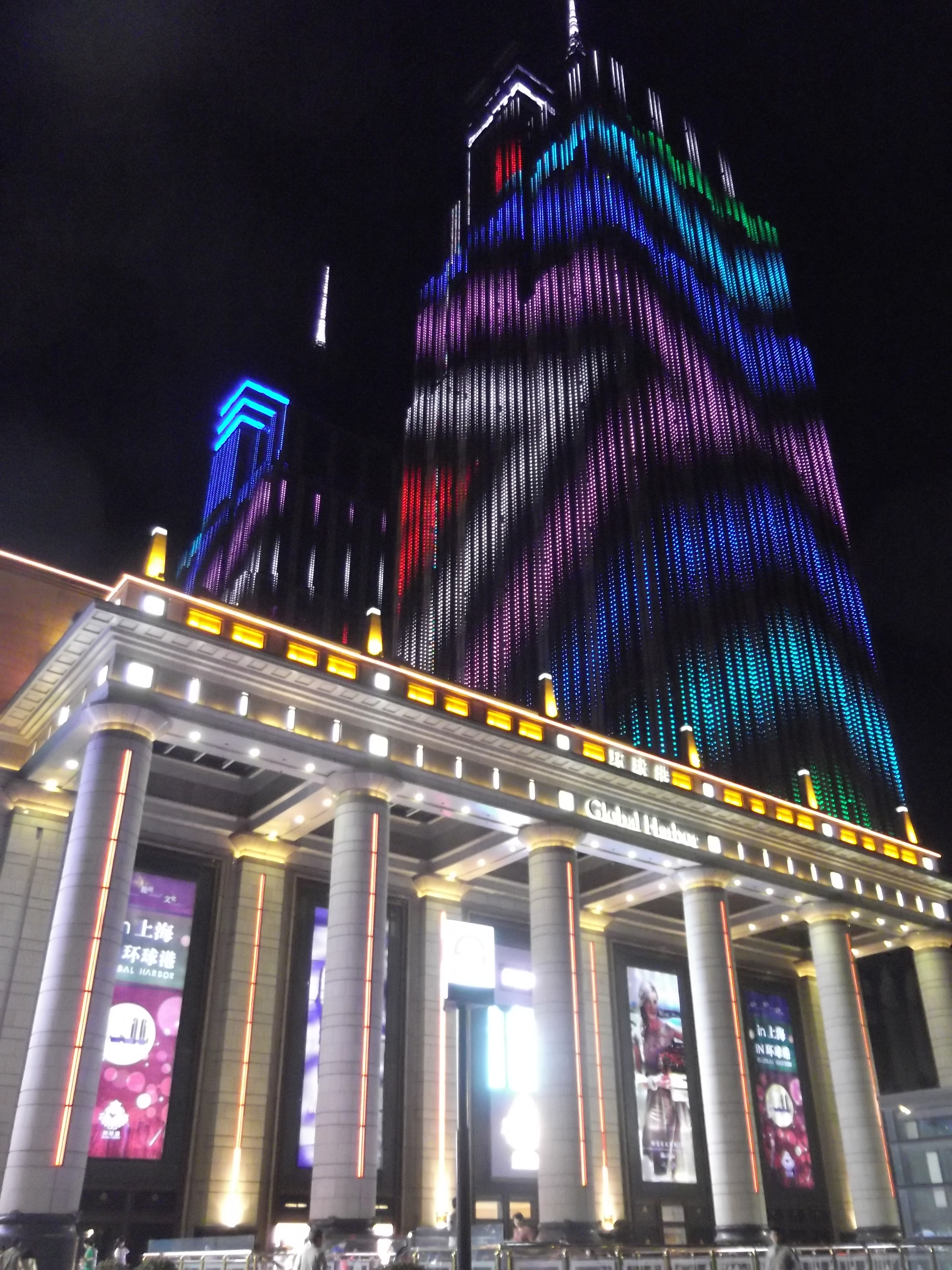
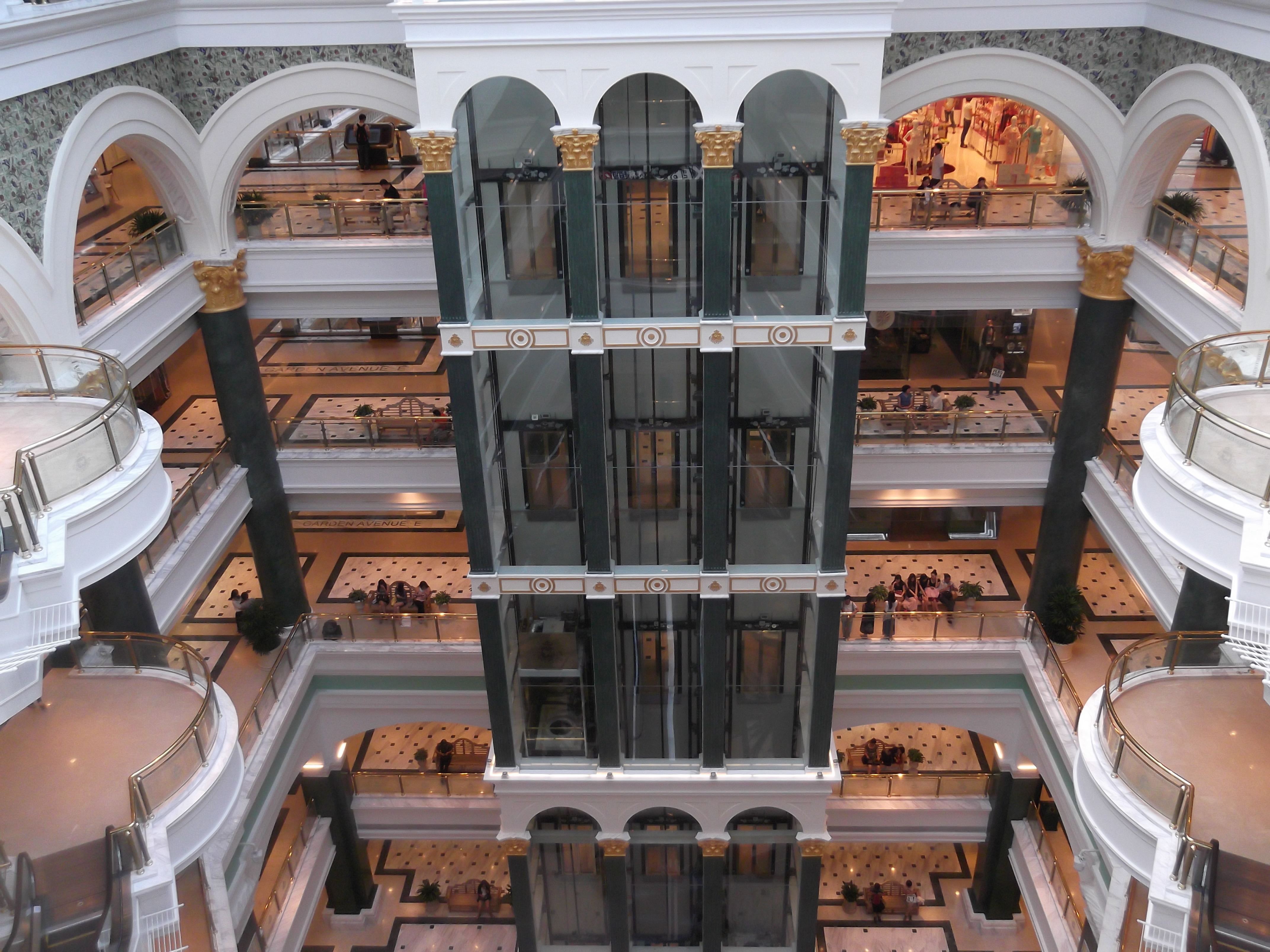

## 交通
- 上海轨道交通3号线、4号线、13号线金沙江路站